# Rynek Przydworcowy (Lwów)
Rynek Przydworcowy – targowisko we Lwowie, w dzielnicy Nowy Świat, w rejonie zaliznycznym przy ulicy Gródeckiej 155. 
Targowisko zajmuje obszar 1,7 ha ograniczony ulicami Gródecką, Leona Pasternaka (Ulatowskiego), Fedkowycza (Kętrzyńskiego) i Ałły Horśkoj (Kubasiewicza). Część jego powierzchni zajmuje dawny plac Lipowy, gdzie dawniej mieścił się dworzec autobusowy, natomiast część południowa to obszar zlikwidowanego w 1930 Cmentarza Gródeckiego. W czasach władzy radzieckiej był to hurtowy rynek produktów rolnych, po uzyskaniu przez Ukrainę niepodległości zaczęto tu sprzedawać produkty spożywcze i odzież dla klienta detalicznego. W 2007 Rynek Przydworcowy był trzecim targowiskiem pod względem wielkości podatków odprowadzanych do budżetu miasta. Planowana jest przebudowa targowiska w halę kupiecką o powierzchni handlowej 10670 m².